# Bernart Marti
Bernart Marti, anche attestato come Bernard Marchis, Bernardus Martini, Bernart Marquis, Bernartz Martis, Bernat Martis, detto Lo Pintor (fl. XII secolo), è stato un trovatore della metà del XII secolo che scrisse poesie e satire in occitano.
Le sue nove o dieci poesie sopravvissute mostrano l'influenza del suo contemporaneo Marcabru e il fatto che conobbe Peire d'Alvernha, il quale, in un componimento, viene accusato di abbandonare gli ordini sacri. Insieme a Peire, Gavaudan e Bernart de Venzac, viene talvolta collocato in un'ipotetica scuola marcabruniana. La sua opera è "enigmatica, ironica e satirica" ma, a dire di Gaunt e Kay, non avrà seguito tra i successivi trovatori. 

## Opere
- A, senhors, qui so cuges
- Amar dei
- Belha m'es la flors d'aguilen
- Bel m'es lai latz la fontana
- Companho, per companhia
- D'entier vers far ieu non pes
- Farai un vers ab son novelh
- Lancan lo douz temps s'esclaire
- Quan l'erb'es reverdezida
- Qant la pluei'e.l vens e.l tempiers[1]